# Viohalco
Viohalco (gr. ΒΙΟΧΑΛΚΟ) ist ein belgisches  Montanunternehmen aus Brüssel mit griechischen Wurzeln. Wichtige Produkte sind Kupferkabel, Röhren und Halbzeuge. Die Größe des Unternehmens zeigt sich darin, dass 7 Prozent der gesamten griechischen Exporte von Viohalco getätigt werden. Das Unternehmen ist im Athex Composite Share Price Index sowie im FTSE/Athex Large Cap an der Athener Börse sowie an der Euronext Brüssel gelistet.

## Geschichte
Viohalco wurde 1937 gegründet und wird seit 1947 kontinuierlich an der Athener Börse gehandelt. In den 1970er Jahren wurden einige Anlagen der Firma in Deutschland gefertigt. Die Demag lieferte 1972 eine drei strängige Bogengießanlage, 1978 lieferte die Krupp Industrie- und Stahlbau ein Walzwerk mit einer Kapazität von 30–50 t/h an die Viohalco aus. Das Unternehmen firmierte zeitweilig als Steel Works of Northern Greece SA. Die  Viohalco Group unterhält heute Beteiligungen an 90 Unternehmen und fertigt in Griechenland, Bulgarien, Rumänien und England.
In Deutschland bekannt ist vor allem das Tochterunternehmen Elval, deren Sparte ETEM S.A. vornehmlich Aluprofile und Leichtbauteile unter anderem für BMW, Volkswagen, Audi und Porsche fertigt.
2013 verlegte das Unternehmen seinen Sitz von Athen nach Brüssel.

## Struktur
Die Unternehmen der Firmengruppe ist in sieben Geschäftsfeldern aktiv:
- Aluminium (Elval, Bridgnorth, Symetal …)
- Kupfer (Halcor …)
- Titan Zink (Nedzink)
- Kabel (Cenergy, Hellenic Cables)
- Stahlrohre (Cenergy)
- Stahl (Sidenor, Stomana, Erlikon)
- Real Estate (Noval Property, Steelmet Property Services, Ergosteel)[5]